# Raika Fujii
Pour les articles homonymes, voir Fujii.
Raika Fujii (藤井 来夏, Fujii Raika), née le 5 juillet 1974 dans la préfecture de Kyōto, est une nageuse japonaise spécialisée en natation synchronisée.

## Carrière
Lors des Jeux olympiques de 1996 à Atlanta, Raika Fujii remporte en ballet avec Miho Kawabe, Junko Tanaka, Miya Tachibana, Mayuko Fujiki, Miho Takeda, Akiko Kawase, Rei Jimbo, Kaori Takahashi et Riho Nakajima la médaille de bronze olympique.
Elle obtient la médaille d'argent olympique aux Jeux olympiques de 2000 à Sydney en ballet avec Miya Tachibana, Miho Takeda, Rei Jimbo, Yoko Isoda, Yuko Yoneda, Yoko Yoneda, Juri Tatsumi et Ayano Egami.